# Bohrung (Geologie)

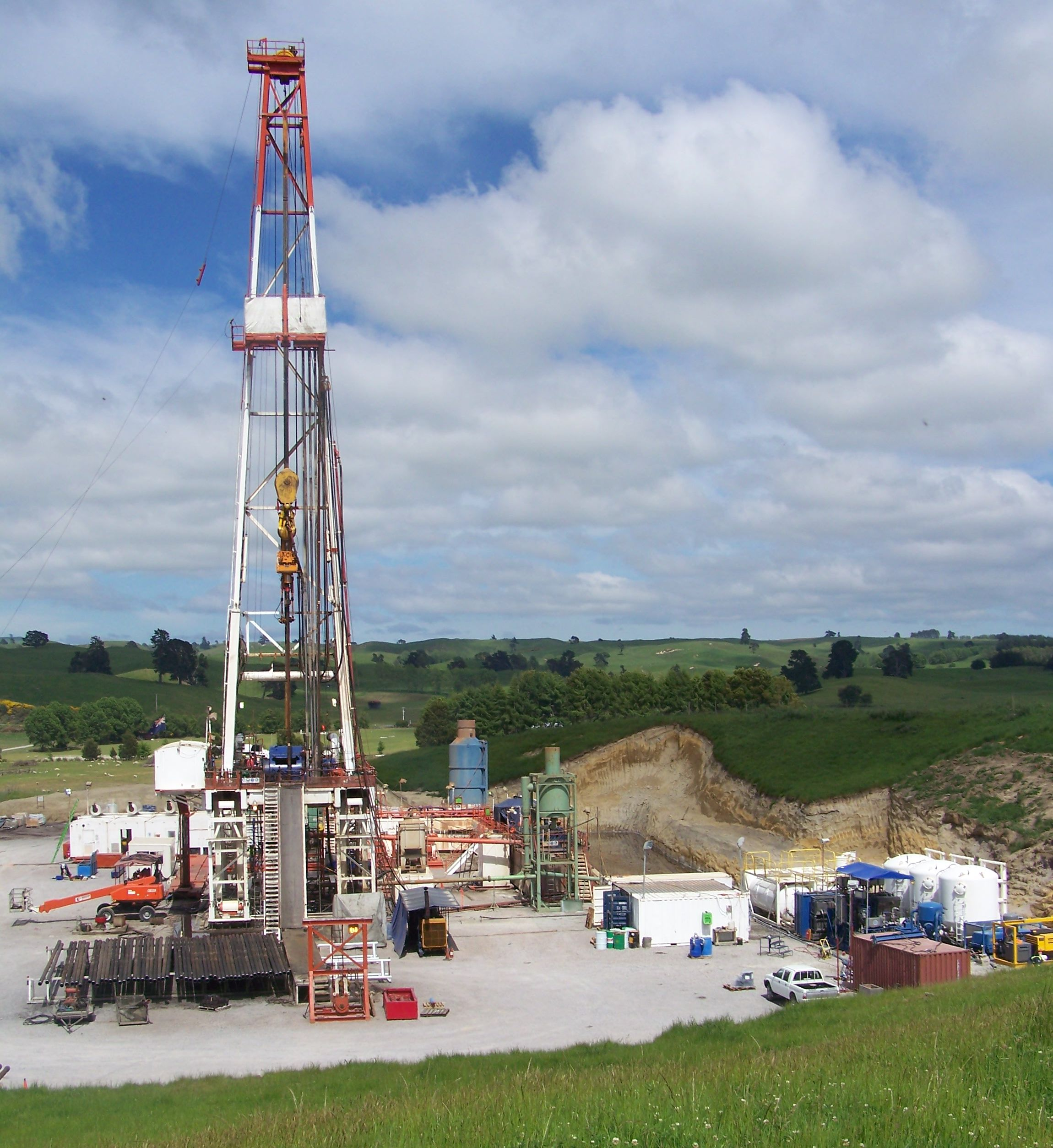
Erdwärmebohrung

Geologische Bohrungen dienen dazu, Regionen unterhalb der Erdoberfläche zu erreichen, die mit anderen Methoden nicht zugänglich sind. Anhand des geförderten Bohrkleins sowie von Bohrkernen können die geologischen Verhältnisse im Untergrund untersucht werden. Auch kann die Bohrung als Transportweg benutzt werden, um Stoffe an die Erdoberfläche zu holen (z. B. Erdöl) oder darin zu versenken (z. B. in Untergrundspeichern). Abhängig von der Endteufe unterscheidet man bei geologischen Bohrungen zwischen Flachbohrungen (< 500 m), Tiefbohrungen (500–5000 m) und übertiefen Bohrungen (> 5000 m).
Für die meisten Anwendungen genügen Flachbohrungen mit Bohrtiefen von wenigen Metern (Baugrunduntersuchungen) bis einigen hundert Metern (Grundwasser, Lagerstättenerkundung). Oft genügen bereits mobile Bohrtürme zu ihrer Durchführung.
Übertiefe Bohrungen (etwas mehr als 12 km Tiefe wurde erreicht) sind technisch äußerst anspruchsvoll, also sehr teuer und deshalb sehr selten (Beispiele: die sowjetisch-russische Kola-Bohrung und die Kontinentale Tiefbohrung in Windisch-Eschenbach). Übertiefe Bohrungen benötigen stabile, dauerhafte Bohrtürme und zu ihrer Durchführung mehrere Jahre Zeit.
Zwar liegen die meisten Bohrungen auf dem Festland, doch findet Erdölexploration zunehmend auch im Meer in den ölreichen Schelfbereichen statt. Die hierzu verwendeten Bohrplattformen zählen zu den größten technischen Anlagen überhaupt. Zu wissenschaftlichen Zwecken werden Bohrungen im Meeresboden vom IODP (ab 2013), dem Nachfolgeprogramm des ODP, vorgenommen.

## Geschichte

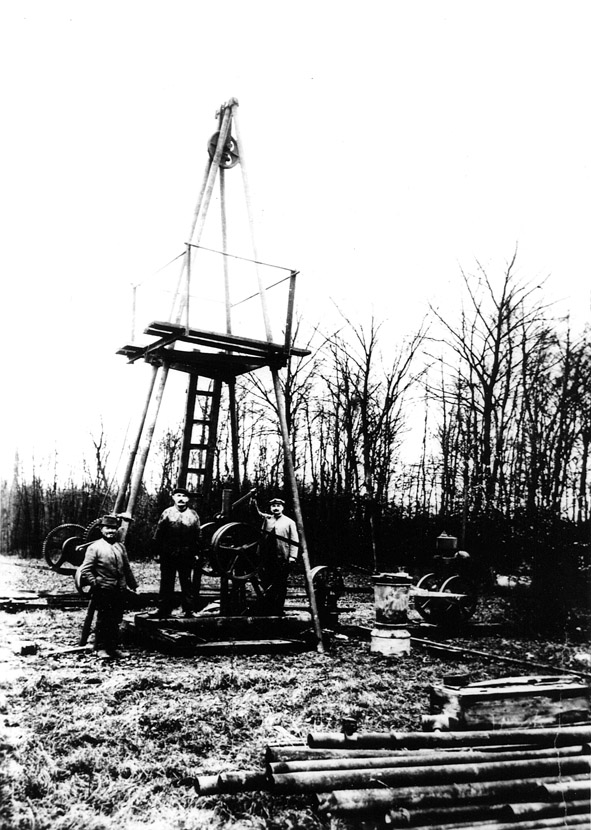
Bohrturm im Bensberger Erzrevier um 1910

Der Amerikaner Edwin L. Drake war der Erste der für die Bohrung nach Erdöl im Jahr 1859 eiserne Rohre für den Vortrieb einsetzte. Howard Robard Hughes Sr. entwickelte die Bohrtechnik weiter und erhielt Patente auf Bohrköpfe und Bohrmeißel. 

## Anwendungsbereiche
Erkundungsbohrungen oder Probebohrungen dienen primär der Informationsbeschaffung aus dem Untergrund:
- zur Untersuchung der geologischen Verhältnisse im Allgemeinen: Gesteinstypen, Klüftungsverhältnisse, Gegebenheiten des Baugrundes etc.
- zur Erkundung potentieller Lagerstätten (Erdöl, Kohle, Erze, Salz, Grundwasser, mineralische Rohstoffe).

In der Regel werden die dabei gewonnenen Erkenntnisse in wirtschaftlich nutzbare Projekte umgesetzt (Rohstoffgewinnung, Tunnelbau etc.) und dienen nur selten rein wissenschaftlicher Informationsbeschaffung (Bohrungen sind teuer).
Förderbohrungen dienen dem Transport meist flüssiger Stoffe. Bei entsprechenden Voraussetzungen können primäre Erkundungsbohrungen dazu ausgebaut werden:
- Förderung aus der Tiefe an die Erdoberfläche (Beispiele):
  - Erdöl und Erdgas (sogenannte fossile Kohlenwasserstoffe)
  - Erdwärme
  - Grundwasser
- Förderung von der Erdoberfläche ins Erdinnere (Beispiele):
  - unterirdische Zwischenspeicherung von Erdgas
  - Verbesserung der Leistung von Kohlenwasserstoff-Förderbohrungen durch Einpressen von Wasser oder anderer Substanzen in die entsprechenden Gesteinsschichten (Spezialfall: Hydraulic Fracturing)
  - Versenkung von problematischen Abfallstoffen

Durch Rettungsbohrungen lassen sich in einem Bergwerk Verschüttete finden, mit Atemluft, Wasser, Nahrung und Kommunikationsmitteln versorgen und schließlich mit einer Dahlbusch-Bombe retten.

## Technik und Methoden

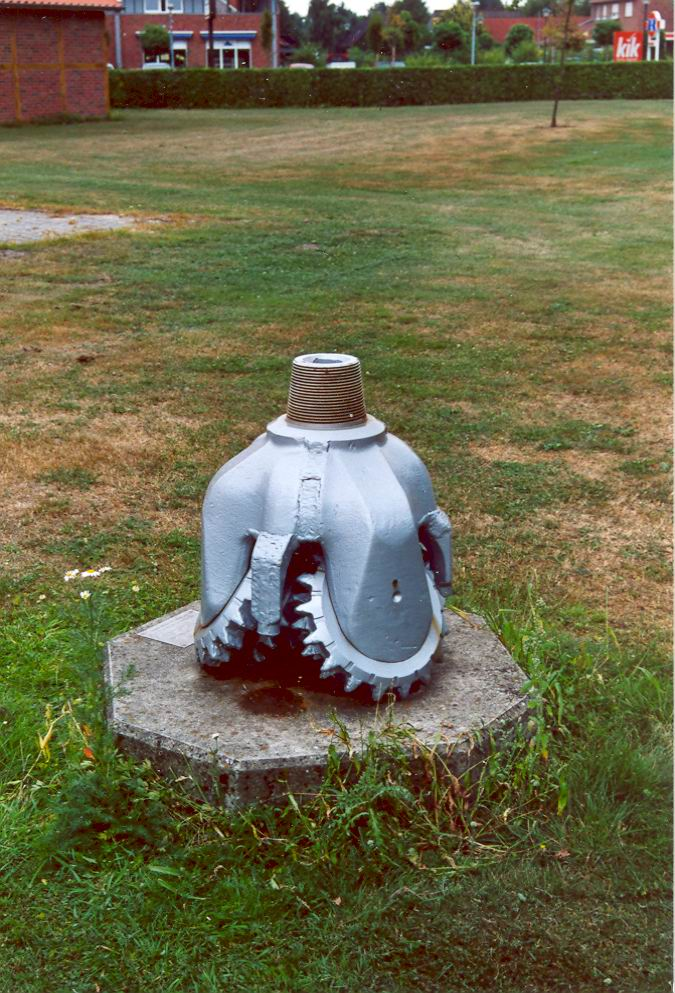
Rollenmeißel als Werkzeug für eine geologische Bohrung

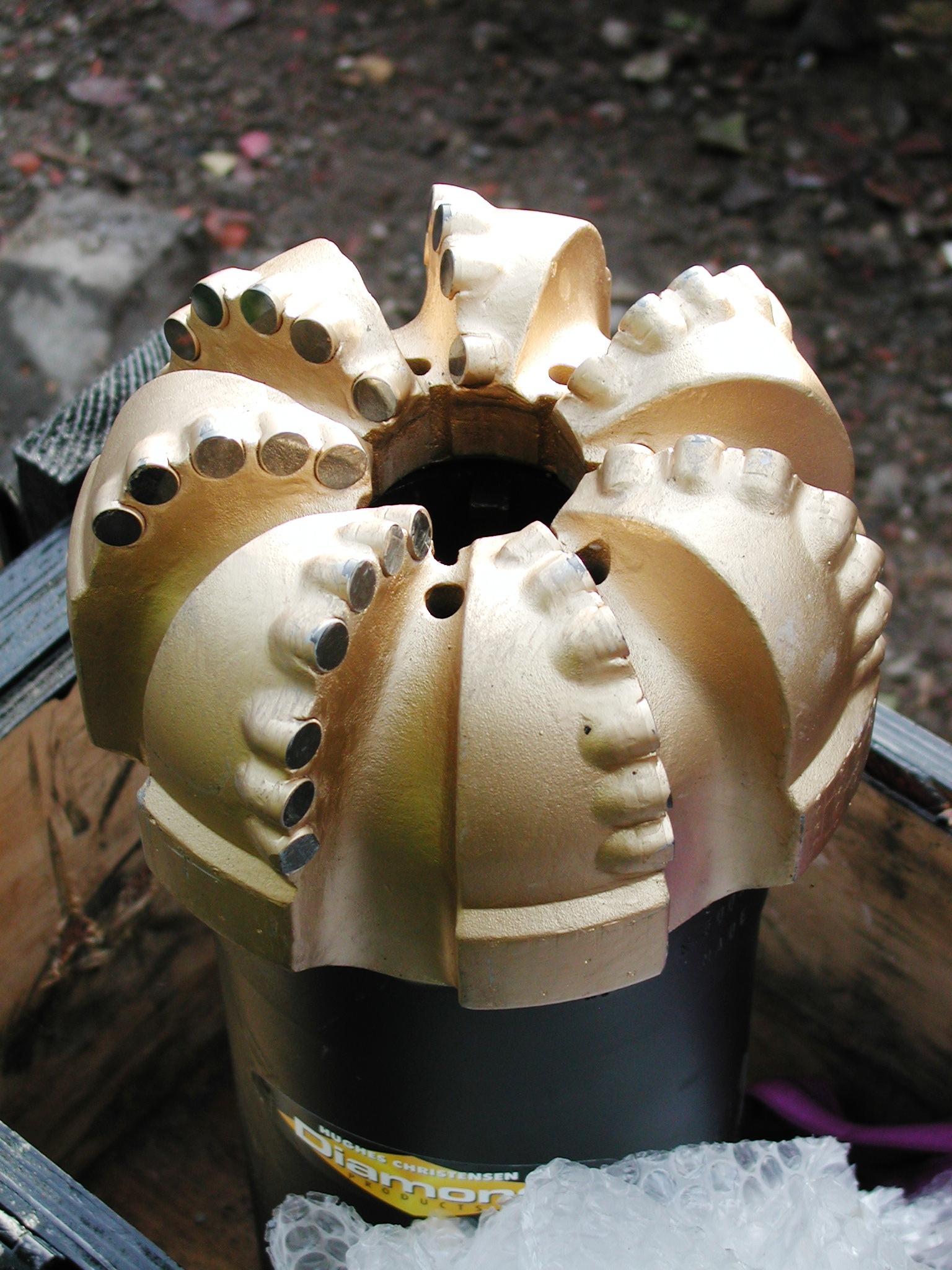
PDC-Meißel (engl.: polycrystalline diamond compact drill bit) zur Gewinnung von Bohrkernen

Die verwendete Bohrtechnik hängt vom Gesteinsuntergrund und der zu erreichenden Bohrtiefe ab, für das die Bohrtechnik eine Vielzahl von Geräten und verschiedene Verfahren entwickelt hat:
- schlagendes Bohren: das Gesteinsmaterial wird durch Keilwirkung zertrümmert
- drehendes Bohren: das Gestein wird durch sich drehende Bohrmeißel zerspant[Beleg?], z. B. mit dem Rotary-Bohrverfahren.
- Hochfrequenz-Bohrtechnik (SONIC): Das Bohrwerkzeug wird über einen Oszillator im Bohrkopf in Schwingung versetzt. Gleichzeitig kann das Bohrwerkzeug rotiert werden (ROTOSONIC). Der Vorteil besteht darin, dass durch die erzeugte Schwingung die Mantelreibung am Bohrgestänge auf ein Minimum reduziert wird. Das Gestein wird bei diesem Verfahren sowohl zerspant als auch zertrümmert.

Als Bohrkopf verwendete Werkzeuge:
- Rollenmeißel
- PDC-Meißel
- Bohrkronen, teils mit Industriediamanten besetzt

Um Verschleiß und Erwärmung der Bohrkrone zu reduzieren und das Bohrklein an die Oberfläche zu befördern, wird im Bohrloch während des Bohrvorgangs meist eine Spülflüssigkeit umgepumpt, deren Druck auch das Bohrloch stabilisiert. Das in der Spülung herausgeförderte Bohrklein erlaubt eine Abschätzung der Herkunftstiefe der entnommenen Probe (berechnet aus Aufstiegsgeschwindigkeit und der dazu benötigten Zeit).
Neben Vertikalbohrungen werden in Sonderfällen auch Horizontalbohrungen durchgeführt, z. B. beim Tunnelbau. Techniken des Richtbohrens erlauben es, die Bewegungsrichtung des Bohrkopfes im Bohrloch zu steuern. Bei Tiefbohrungen ist es sogar möglich, den Verlauf in einem großen Radius von der Vertikalen in die Horizontale umzulenken.
Durch das so genannte Kernbohren lassen sich Bohrprofile in Form zylindrischer Gesteinsblöcke gewinnen, die als Bohrkerne bezeichnet werden und weitergehende Erkenntnisse über Lagerungsbedingungen, Schichtung und Bankung erlauben, etwa über die Neigung der vorgefundenen Schichten.